# 네덜란드의 정당
네덜란드의 정당 목록이다. 현재 네덜란드의 경우 다당제로 운영하고 있으며, 1946년에 설립된 노동당과 1948년에 설립된 자유민주국민당이 있다.

## 주요 정당
- 자유민주국민당 - 자유보수주의 정당
- 자유당 - 우익대중주의, 민족주의, 보수주의 정당
- 기독교민주당 아펠 - 기독교민주주의 정당
- 민주66 - 사회자유주의, 유럽통합주의 정당
- 사회당 - 사회민주주의, 민주사회주의, 좌익대중주의 정당
- 녹색좌파당 - 녹색자유주의, 녹색정치, 진보주의 정당
- 노동당 - 사회민주주의 정당
- 기독교연합당 - 기독교민주주의, 사회보수주의, 유럽회의주의 정당
- 동물당 - 동물해방주의, 환경결정론, 유럽회의주의 정당
- 50플러스 - 연금주의, 중도주의 정당
- 개혁당 - 기독교보수주의, 사회보수주의, 신정주의 정당
- 덴크 - 사회민주주의, 다문화주의 정당
- 민주주의를 위한 포럼 - 국가보수주의, 재정보수주의, 직접민주주의, 전자민주주의, 유럽회의주의 정당
- 독립상원당 - 지역주의, 중도주의 정당

## 비주류 정당
- 본터스/판 클라베런 그룹 - 고전자유주의, 자유보수주의, 유럽회의주의 정당

## 같이 보기
- 네덜란드의 정치